# Verkehrsspiel
Verkehrsspiel ist eine zusammenfassende Bezeichnung für unterschiedliche Formen von freien Kinderspielen sowie von didaktisch aufbereiteten Lernspielen zur Verkehrserziehung, bei denen Bewegungsabläufe und Begegnungen des realen Verkehrs mit Spielfahrzeugen in Schonräumen simuliert werden.

## Charakter
Verkehrsspiele entstehen im freien Kinderspiel durch Beobachtung und symbolisches Nachahmen des realen Verkehrs. Ein Rad oder Teller kann dabei als Steuerinstrument für ein Auto fungieren. Anfahr-, Brems- oder Hupgeräusche werden akustisch produziert. Die Umweltgegebenheiten dienen zum Kurven, Ausweichen, Überholen, Einparken. Zudem werden Spielfahrzeuge von Kindern zu Verkehrsspielen benutzt.
Diese von den natürlichen Spielinitiativen des Kindes ausgehenden Spielformen werden auch, mit didaktischen Zielsetzungen verbunden, zur Verkehrserziehung genutzt. Dazu bietet die Lehrmittelindustrie, etwa zur Aneignung von Verkehrswissen, eine Fülle an Medien wie Mal- und Zeichenspiele, Brettspiele, Kartenspiele oder Quizspiele an. Verkehrsszenarien können auf dem Spieltisch simuliert werden: So stellt beispielsweise „Das Große Verkehrsspiel“, ein Lernspiel für Radler, die Aufgabe, als Fahrradkurier eine Sendung möglichst schnell und fehlerfrei an eine vorgegebene Stelle auf dem Spielplan zu befördern. Dabei kommt nur voran, wer die Verkehrsregeln sicher beherrscht und befolgt.
Je nach Alter und Lernfortschritt der Kinder und Jugendlichen bedienen die zur Verkehrserziehung eingesetzten Verkehrsspiele ein unterschiedliches Anspruchsniveau. Dieses reicht vom einfachen Anmalen vorgefertigter Verkehrszeichen im Vorschulalter über das Abfahren von Spielbrettern mit Spielautos und das Nutzen von Medien zum Lernen von Verkehrsregeln im Grundschulalter bis zu an den Realverkehr angepassten Bewegungsspielen der älteren Schüler. Höchste Ansprüche stellt die kreative Gestaltung eigener Verkehrsspiele mit selbst erstelltem Regelwerk und eine Simulation des Realverkehrs in Schonbereichen.

## Beispiele

### Verkehrsspiel als Mal-, Rate- und Wissensspiel
Der Spielzeugmarkt bietet seit der ersten Hälfte des 20. Jahrhunderts eine Fülle von immer wieder zeitangepassten Verkehrsspielen an, die vornehmlich auf das Kennenlernen und Einhalten von Verkehrsregeln ausgelegt sind. Bei auf das Verkehrsgeschehen spezialisierten Verlagen wie dem Rot-Gelb-Grün-Verlag, dem Gelu-Verlag, dem Vogel-Verlag oder dem ADAC-Verlag erschienen Malvorlagen zum Vervollständigen von Verkehrszeichen schon für das Vorschulkind, Legespiele, Puzzles und Kartenspiele wie Quartetts für den Schulanfänger und Quizspiele für die älteren Kinder. Sie waren vor allem dazu bestimmt, das Kind spielerisch mit den Verkehrszeichen und Verkehrsregeln vertraut zu machen und zu ihrer Einhaltung aufzufordern. Ein Arbeitsheft von Sabine Gutjahr enthält beispielsweise zahlreiche Materialien und Kopiervorlagen für verschiedene Fächer, mit denen sich Dritt- und Viertklässler selbstständig auf die Fahrradprüfung vorbereiten können. Dazu gehört auch die Möglichkeit, sich ein eigenes ‚Verkehrsspiel’ zu erstellen: „Um das Wissen zum Thema Verkehrserziehung spielerisch zu festigen, besteht die Möglichkeit, die Schüler ein eigenes Verkehrsspiel herstellen zu lassen.“

### Verkehrsspiel als Brettspiel

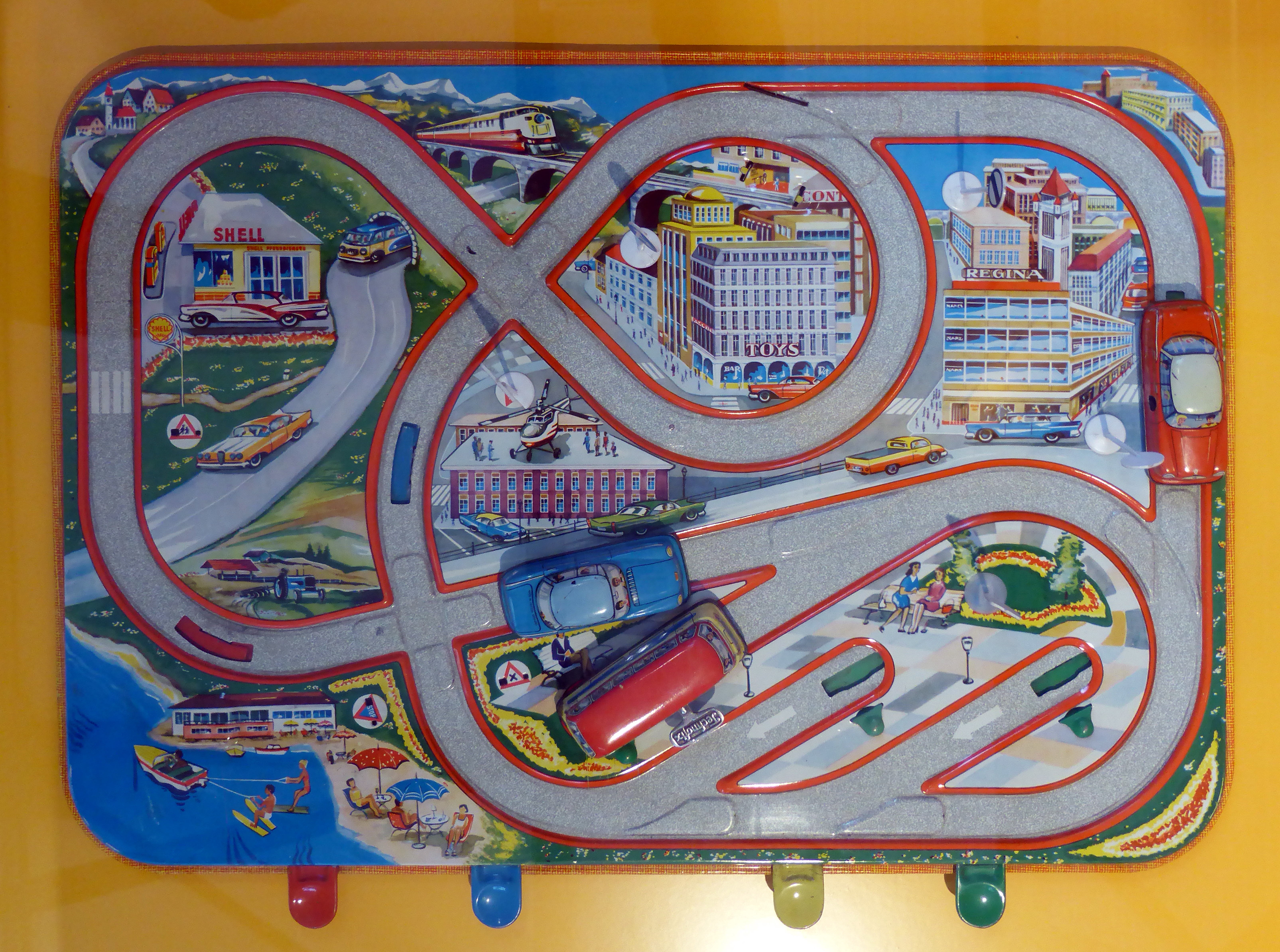
Museales Brettspiel (1959) als Verkehrsspiel für Vorschulkinder

Kommerzielle Brettspiele, wie etwa ‚Das Verkehrsspiel ABC’ des Pinthus-Verlags Nürnberg aus dem Jahr 1935, das man noch mit Zinnfiguren spielte oder das verbreitete „Verkehrszeichenspiel“, wurden von der Spielzeugindustrie vor allem als Lernspiele für den Vorschulbereich konzipiert. Sie folgten noch den Vorstellungen der zeittypischen Verkehrserziehung, die Verkehr vor allem als Bedrohung auffasste, entsprechend eindringlich vor den Verkehrsgefahren warnte und ein vorgegebenes Regelwissen und strenge Verhaltensmuster als einzige und wichtigste Garanten für die Verkehrssicherheit lehrte. Diese Vorstellung, die Verkehrserziehung auf der Vermeidung von Unfällen aufbaute, propagierten mit modernisiertem Design auch noch die Spielzeughersteller der 1950er bis in die 1970er Jahre mit Angeboten wie „Der gute Schupo“ oder „Vorsicht –Das neue Verkehrsspiel“, die mit Bedrohungsszenarien wie „Gehst du bei Rot, leicht bist du tot“, „Nimm dir Zeit und nicht das Leben“ oder „Wer auf die Trambahn springt, weiß nie, ob es gelingt“ die Folgen von regelwidrigem Verhalten beschworen. Eine knallige Rotfarbe und ein von Kindern umstauntes Unfallgeschehen mit einem demolierten PKW auf dem Deckblatt sollten die Schockwirkung erhöhen und den Willen zur Regeltreue stärken. Mit den durchaus nicht versteckten Werbe-Logos der Herausgeber wie Mineralölfirmen, Tankstellen, Automobilclubs oder Fahrzeughersteller geben diese Spiele gleichzeitig einen Einblick in das Verkehrsgeschehen der jeweiligen Zeiten. Erst seit den 1970er Jahren, mit der Wende zu einer ‚Verkehrserziehung vom Kinde aus’, veränderte sich auch die Spielbrettgestaltung. Das Spielen wurde unter eine positiv ausgerichtete, angstfreie Sicht des Verkehrslebens gestellt, und die Kinder wurden mit ihren Erfahrungen und Ideen in die Spielbrettgestaltung mit einbezogen.

### Verkehrsspiel als Bewegungsspiel

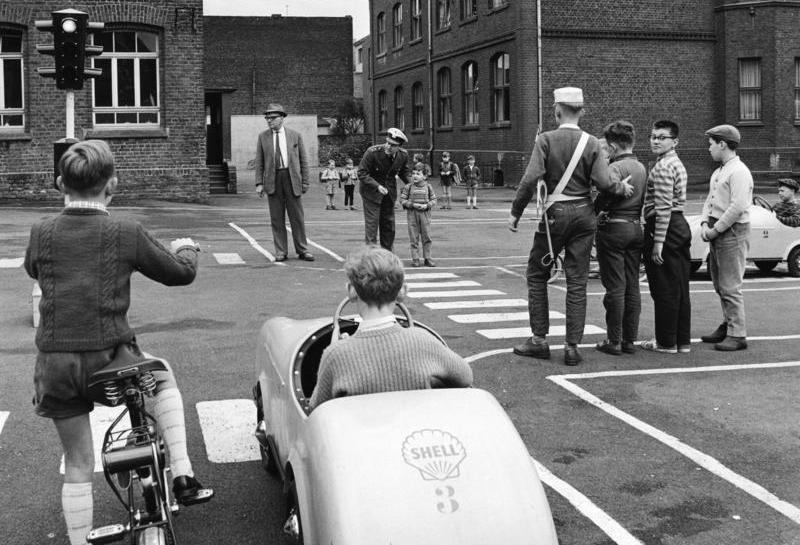
Verkehrsspiel mit Spielfahrzeugen im Übungsgelände (1961)

„Bewegungsarmut kennzeichnet viele Verkehrsspiele. Ganzkörperliche Handlungen stehen hinter kleinmotorischen Aktivitäten zurück. Dabei wird noch zu wenig berücksichtigt, dass die Entwicklung von Verkehrsgefühl […], Verkehrsinstinkt […], Verkehrssinn […] und Verkehrsintelligenz […] gerade beim Kinde wesentlich vom körperlichen Erleben abhängt, Vorstellungsbildung und Handlungstüchtigkeit sich weniger durch intellektuelle Übertragung von Modellsituationen als über komplexe sinnliche Wahrnehmungsprozesse und großmotorische Orientierungsversuche vollziehen.“ Nach dieser Analyse des Didaktikers Siegbert A. Warwitz kam dem Bewegungsspiel in der Verkehrserziehung lange eine unterschätzte Bedeutung zu, der in neuerer Zeit durch die Anlage von Verkehrsspielplätzen mit Verkehrseinrichtungen und Verkehrsszenarien auf Schulhöfen sowie dem Einsatz von Spiel- und Sportgeräten wie Seifenkisten, Kettcars, Tretrollern oder einfachen Symbolfahrzeugen im Pausenspiel und Sportunterricht zunehmend Rechnung getragen wird.

### Verkehrsspiel als Kasperlespiel
Das Spiel mit dem Verkehrskasper gehörte schon von ihrem Beginn an zum festen Repertoire der Verkehrserziehung. Sie wurde allerdings über zwei bis drei Generationen ausschließlich als Lehrtheater von Erwachsenen (hauptsächlich Verkehrspolizisten) für Kinder praktiziert, die vom Verkehrskasper in einem ständigen Kampf mit seinem Kontrahenten, dem Verkehrsteufel, zu verkehrsgerechten Einstellungen und Verhaltensweisen gebracht werden sollten. Mystische Wesen wie Hexen, Zauberer und Feen, sowie Marterwerkzeuge wie Bratpfannen, Nudelhölzer und Ruten waren dabei mit im Spiel und der Kasper ein strenger Warner und Zuchtmeister. Die Bestrafung der Verkehrssünder führte in aller Regel zu hämischem Gelächter der Zuschauer. Mit der didaktischen Erneuerung der Verkehrserziehung in den 1970er Jahren fand auch eine Wende im Kasperlespiel statt: Spuk, Zauberei und drakonische Strafaktionen wurden von der Bühne verbannt. Stattdessen wurde die reale Situation des Straßenverkehrs im Spielgeschehen abgebildet. Die Kinder wurden von belehrten Zuschauern selbst zu Akteuren hinter den Figuren, die mit ihren Altersgenossen vor der Bühne schauspielerisch die eigenen Verkehrsprobleme wie Vordrängen beim Buseinstieg oder falschseitiges Einsteigen in das Elternauto durchspielten und in ihren Folgen analysierten. Der Wirkkreis des Kasperlespiels erweiterte sich damit gleichzeitig vom Vorschul- und Grundschulalter auf die älteren Jahrgänge und sogar die Eltern, indem Patenschaften zwischen älteren und jüngeren Schülern entstanden, eigene Drehbücher für die Aufführungen erstellt und dabei auch Elternprobleme wie die Unsitte des Elterntaxis thematisiert werden konnten.

### Verkehrsspiel als Entdeckerspiel
Bestand das Anliegen der ‚alten’ Verkehrserziehung vornehmlich in der bedingungslosen Anpassung des als ‚defizitär’ gesehenen Verhaltens der Heranwachsenden an die von der Erwachsenenwelt vorgegebenen Verkehrsregeln, so strebte die neue Sicht das eigenständige Entdecken der Lebenssituation Verkehr und ihres vernünftigen Umgangs durch die Lernenden an. Dabei kamen mit dem eigenständigen Aufspüren von Gefahrensituationen, mit dem Finden von Möglichkeiten der Selbstsicherung, mit dem Ausprobieren von geeigneten Verkehrswegen und Verkehrsmitteln Spannungsreize ins Spiel, die etwa bei der Erkundung des eigenen Schulwegs durch den Schulanfänger ausgelebt werden konnten. Das als Ergebnis daraus entwickelte eigene Schulwegspiel forderte ein selbsttätiges kreatives Handeln. Wissen und Können, Theorie und Praxis, Nachdenken und Handeln wurden spielerisch miteinander verbunden und ließen sich auch in einem größeren Rahmen als komplexes, wirklichkeitsnahes Wettspiel austragen: „Wer die meisten Verkehrszeichen richtig deutet, die meisten Verkehrsfragen richtig beantwortet, bei den meisten Verkehrsproblemen eine passende Lösung weiß und außerdem im praktischen Verkehrsspiel erfolgreich war, wird zum ‚Verkehrskönig’ ausgerufen.“